# 京本由衣
京本 由衣（きょうもと ゆい、1985年3月3日 - ）は日本の元AV女優である。

## 経歴
2004年11月に、AV女優としてデビュー。
主に「岡田桃子」〜「宮崎ぱいん」〜「京本由衣」と名前を変えており、他にも「ゆう」、「YUI」、「京本ゆい」名義での作品がある。

## 作品

### アダルトビデオ
岡田 桃子時代
- 威圧系 肉弾女　（2004年11月23日、グローリークエスト）
- 妹のおっぱい 3　（2005年4月30日、ステージメディア）
- Boin Boin 12　（2005年5月31日、ステージメディア）
- Boin Boin DX6　（2005年6月17日、ステージメディア）
- 爆乳ガールズ 裏通りデート01　（発売日不明、ステージメディア）

宮崎 ぱいん時代
- 爆乳めがねっ娘 VOL.2　（2006年7月21日、シネマユニット・ガス）
- Wダブル爆乳 りんご＆ぱいん　（2006年9月22日、シネマユニット・ガス）
- 爆乳ベスト2006　（2006年12月22日、シネマユニット・ガス）
- 爆乳中出し素人娼女　（2007年1月5日、ステージメディア）※「ゆう」として出演
- 鷲づかみされるのが好きな爆乳たち 輪姦凌辱SM電マ嗚咽　（2008年3月28日、シネマユニット・ガス）

京本 由衣時代
- お姉さんは好きですか？ 京本由衣　（2008年4月25日、レイディックス）
- 爆乳ぽっちゃりBODY 京本由衣　（2008年5月13日、マルクス兄弟）
- 113cm Jcup YUI　（2008年7月19日、OPPAI）※「YUI」として出演
- 巨乳・爆乳 乳揉み VOL.2　（2008年10月3日、AFRO FILM）※「京本ゆい」として出演
- 巨乳・爆乳 全身マッサージ VOL.2　（2008年11月7日、AFRO FILM）※「京本ゆい」として出演
- 巨乳・爆乳 授乳手コキ VOL.3　（2008年12月5日、AFRO FILM）
- パイズリパラダイス　（2008年12月19日、OPPAI）※「YUI」として出演